# Stade de la Tuilière
Pour les articles homonymes, voir Tuilière.
Le Stade de la Tuilière est un stade de football localisé à Lausanne, en Suisse. Cette enceinte construite entre 2017 et 2020 pour le club du FC Lausanne-Sport peut accueillir jusqu'à 12 544 spectateurs. Elle remplace l'historique Stade olympique de la Pontaise, domicile du club depuis 1954, et correspond aux standards de la catégorie 4 de l'UEFA. Le stade accueille ses premiers matchs en novembre 2020.

## Histoire
En 2014, la ville de Lausanne organise un concours d'architecture pour un nouveau stade de football, longtemps prévu au bord du lac mais finalement maintenu au nord, proche de l'actuel Stade de la Pontaise. C'est le projet d'un duo de bureaux d'architectes basés à Bienne, :mlzd et Sollberger Bögli, qui remporte ce concours. Le stade s'inscrit dans le cadre du projet « Métamorphose », en parallèle à un centre d'entraînement. La première pierre est posée en début d'été 2017.
L'architecture se caractérise par ses coins ouverts qui serviront d'entrée aux spectateurs, mais également pour une utilisation optimale du stade, notamment pour des événements n'ayant pas trait au football.
Alors qu'il est d'abord prévu de doter l'enceinte d'une pelouse synthétique, il est décidé que celle-ci sera pourvue d'un gazon naturel, à la demande des dirigeants du club. Toutefois, en raison de la difficulté pour la direction du club de trouver un terrain pour un centre d'entraînement, le Stade de la Tuilière est finalement doté, comme initialement prévu, d'une pelouse synthétique. Une fois que le centre d'entraînement sera construit, le terrain du stade devrait subir un changement et être doté d'un gazon naturel. 
Le vendredi 13 novembre 2020, la première partie consiste en un match amical opposant le Lausanne-Sport à Neuchâtel Xamax. Les Lausannois l'emportent sur le score de 3-0 et Armel Zohouri devient le premier buteur dans la nouvelle enceinte. 
Le premier match officiel a toutefois lieu le 29 novembre 2020 avec l'accueil du triple champion de Suisse en titre, le BSC Young Boys. Lausanne s'incline 0-3 à domicile lors de ce match contre les joueurs de la capitale suisse. Jordan Lefort, défenseur bernois, est le tout premier buteur en match officiel dans ce stade. En raison de la situation sanitaire due à la pandémie de Covid-19, l'ouverture a lieu à huis clos. L'inauguration officielle est prévue lorsque les mesures permettront d'accueillir un nombre de personnes égal au total des places du stade.
Quatre jours plus tard, le 2 décembre 2020, le Lausanne-Sport enregistre sa première victoire en compétition officielle dans son nouvel écrin face au FC Vaduz. Les Vaudois l'emportent sur le score de 3-0 et Aldin Turkeš devient le premier buteur lausannois en match officiel. 
Finalement, c'est le dimanche 12 septembre 2021, à l'occasion de la 6e journée de Super League et le réception du FC Sion, que l'ouverture officielle du stade a lieu. 12 150 spectateurs prennent part à la fête et assistent à un match nul (1-1).